# 峰重龍一
峰重 龍一（みねしげ りゅういち、1959年5月27日 - ）は、岡山県を登録地としていた元競輪選手。日本競輪学校第45期生。

## 来歴
師匠は叔父の峰重和夫（11期・引退）。峰重祐之介（100期）は又従兄。実子である峰重侑治と峰重力也はともに競艇選手である。
競輪学校では通算40勝を挙げた。
1980年4月18日、防府競輪場でデビューし初勝利を挙げた。さらに後2日間も勝利し、デビュー場所で完全優勝。
1982年の全日本新人王戦（小倉競輪場）決勝戦を制し優勝。
1986年、高松宮杯競輪（大津びわこ競輪場）決勝4着。
2014年1月9日登録削除。通算成績2710戦250勝。通算優勝回数25回。